# Cantone di Labastide-Murat
Il Cantone di Labastide-Murat era una divisione amministrativa dell'arrondissement di Gourdon.
È stato soppresso a seguito della riforma complessiva dei cantoni del 2014, che è entrata in vigore con le elezioni dipartimentali del 2015.
Comprendeva i comuni di:
- Montfaucon
- Beaumat
- Caniac-du-Causse
- Fontanes-du-Causse
- Ginouillac
- Labastide-Murat
- Lunegarde
- Saint-Sauveur-la-Vallée
- Séniergues
- Soulomès
- Vaillac